# Slettebakkenkerk
De Slettebakkenkerk (Noors: Slettebakken kirke) is een parochiekerk van de kerk van Noorwegen in de gemeente Bergen in de provincie Vestland, Noorwegen . Het kerkgebouw is gelegen in de wijk Slettebakken, in de wijk Årstad van de stad Bergen . Het is de kerk voor de parochie van Slettebakken die deel uitmaakt van het decanaat van Bergensdalen in het bisdom Bjørgvin. Het kerkgebouw ontworpen door de Noorse architect architect Tore Sveram in een brutalistische stijl met een waaiervormig schip. Het gebouw is in 1970 voltooid. De kerk biedt plaats aan ongeveer 600 mensen.

## Geschiedenis
De parochie van Slettebakken werd opgericht in 1959 toen de wijk Slettebakken werd aangelegd. In de jaren zestig begonnen de plannen voor een nieuwe kerk voor deze parochie. Er werd een architectuurwedstrijd uitgeschreven om de architect voor de kerk te vinden, die gewonnen werd door Tore Sveram. De kerk is ontworpen met een moderne uitstraling en een spectaculaire gebogen daklijn die van de kerk een opvallende verschijning in het stadsbeeld maakt. De eerste steen werd gelegd in 1968 en werd ingewijd op 20 december 1970. In de kerk bevindt zich een zestienstemmig orgel van JH Jørgensen orgel bouwers.

## Afbeeldingen

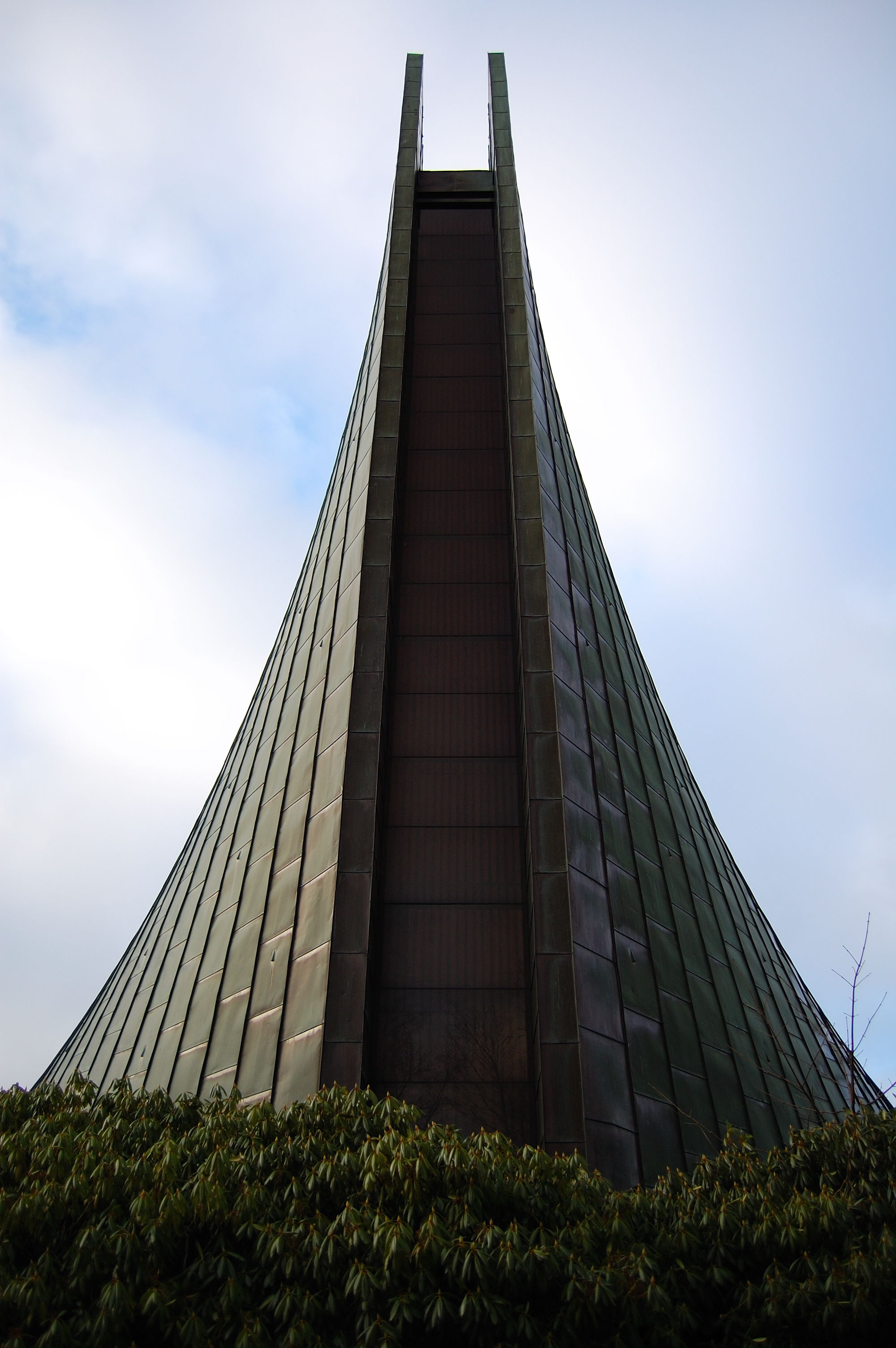
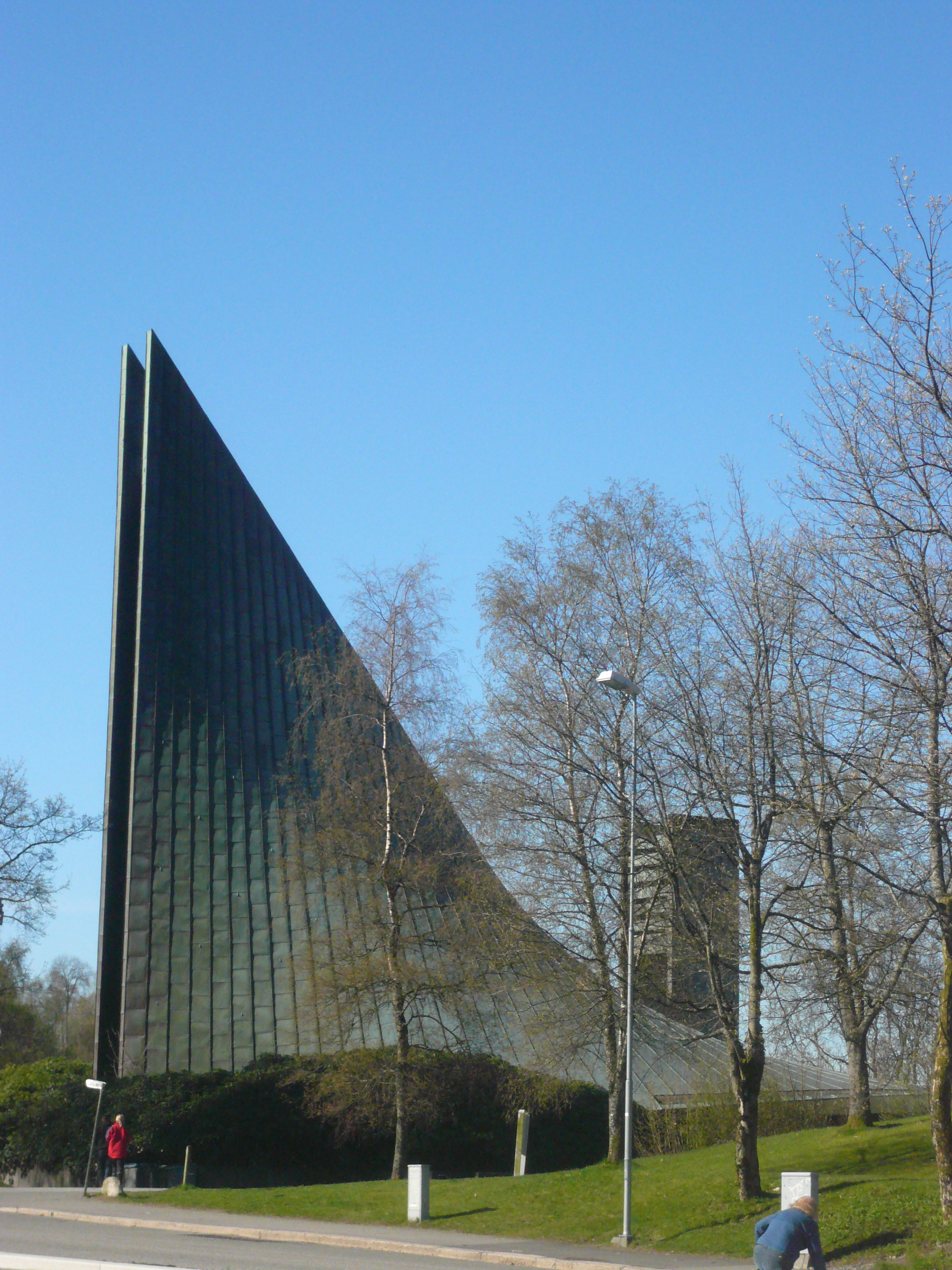
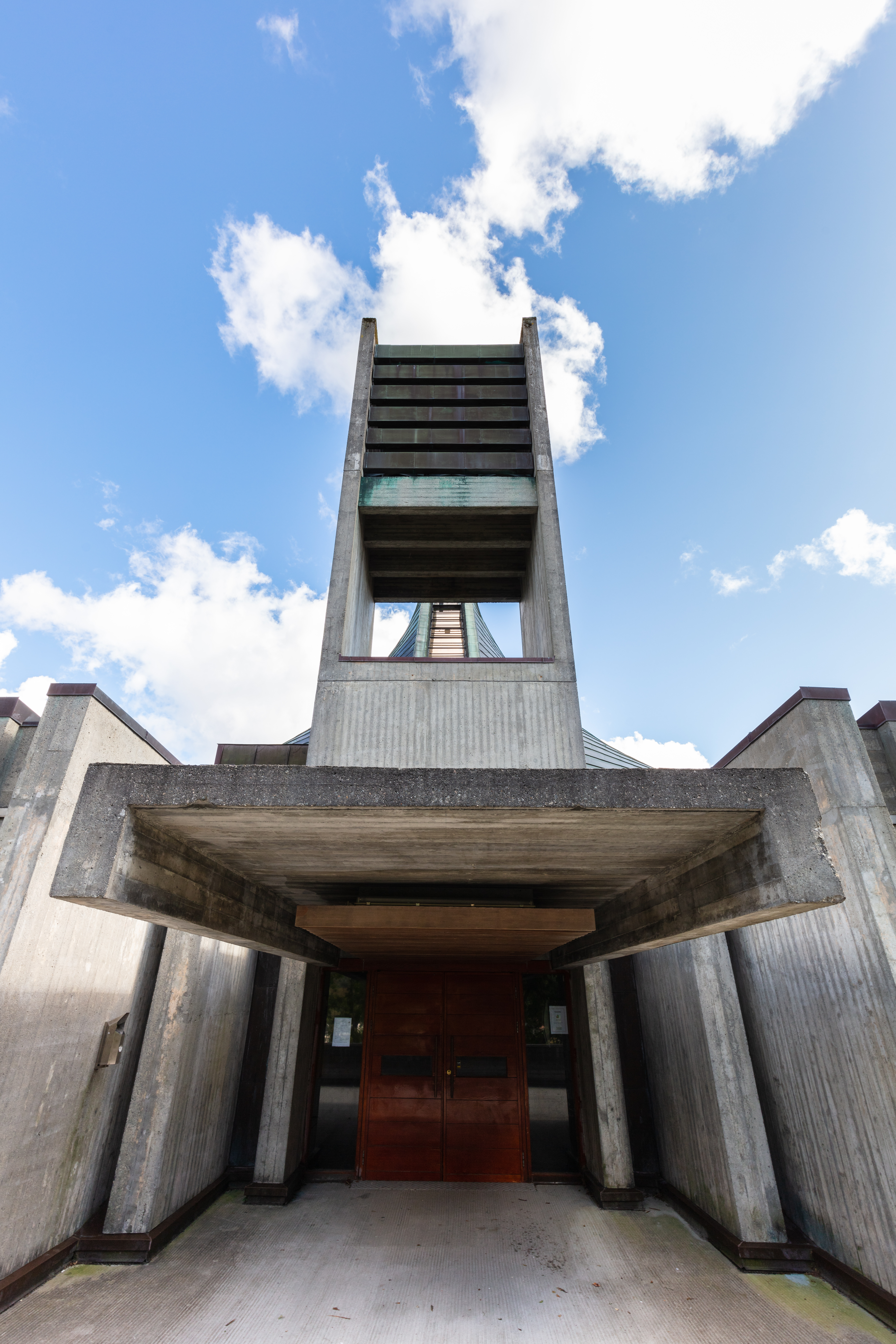
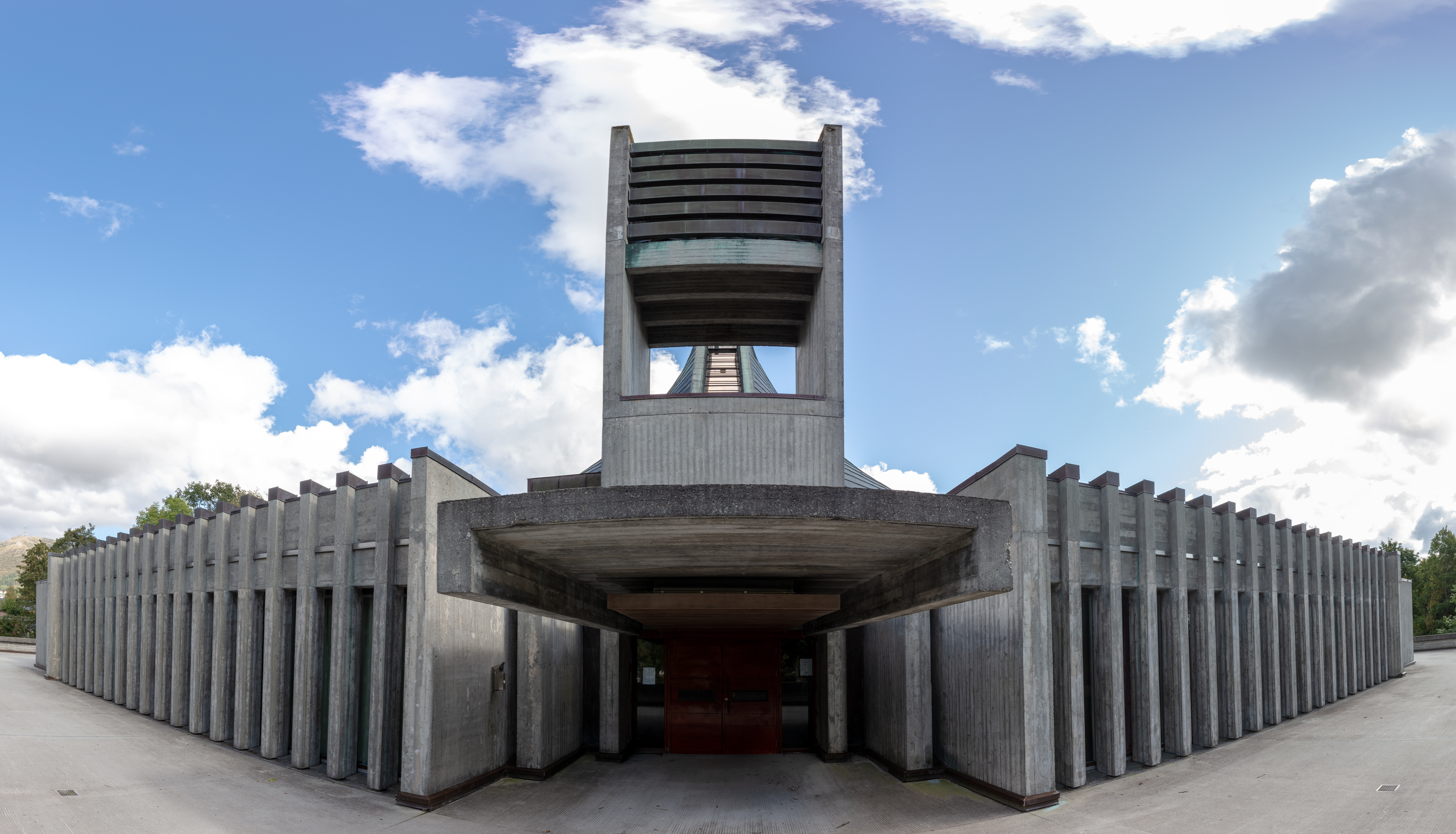
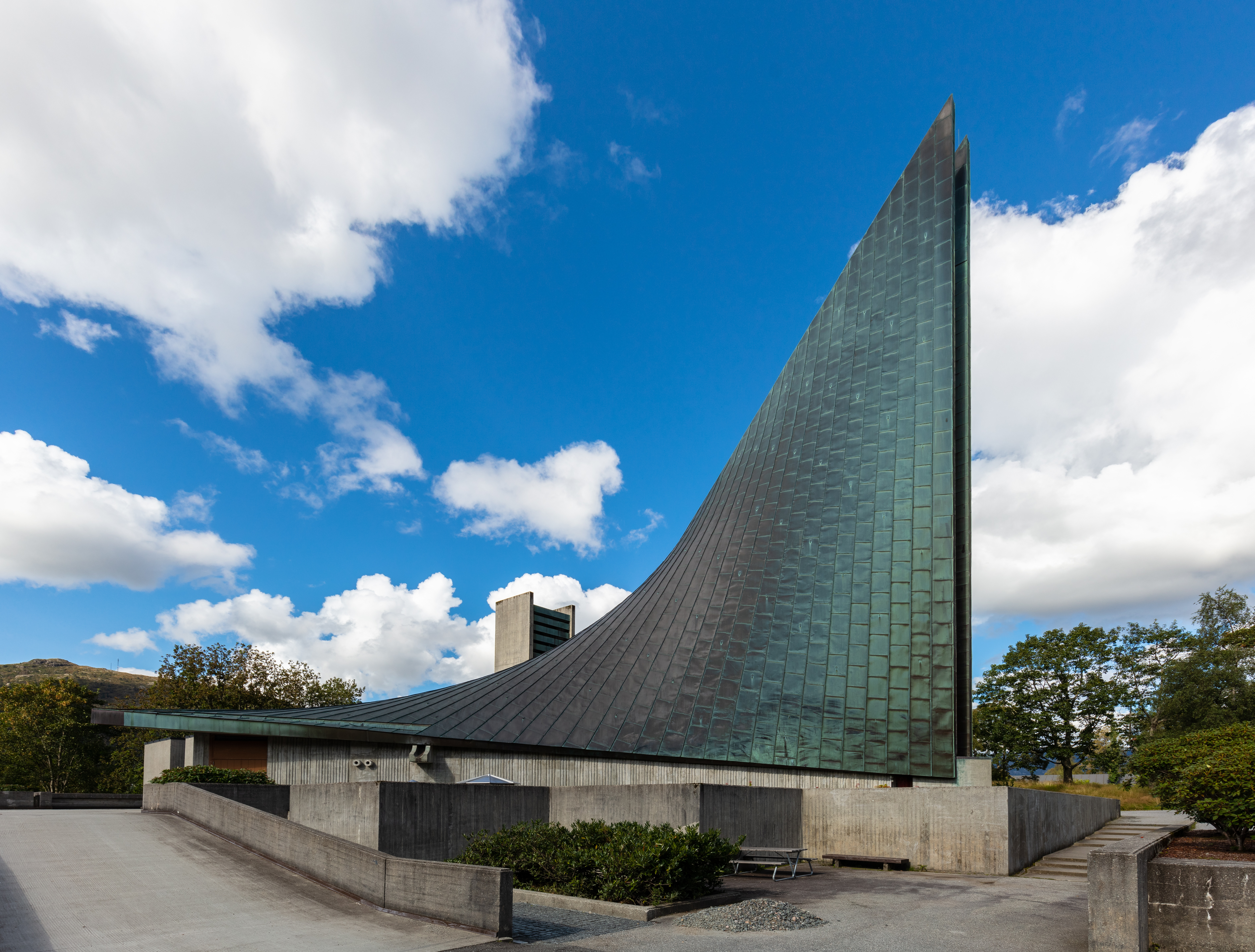
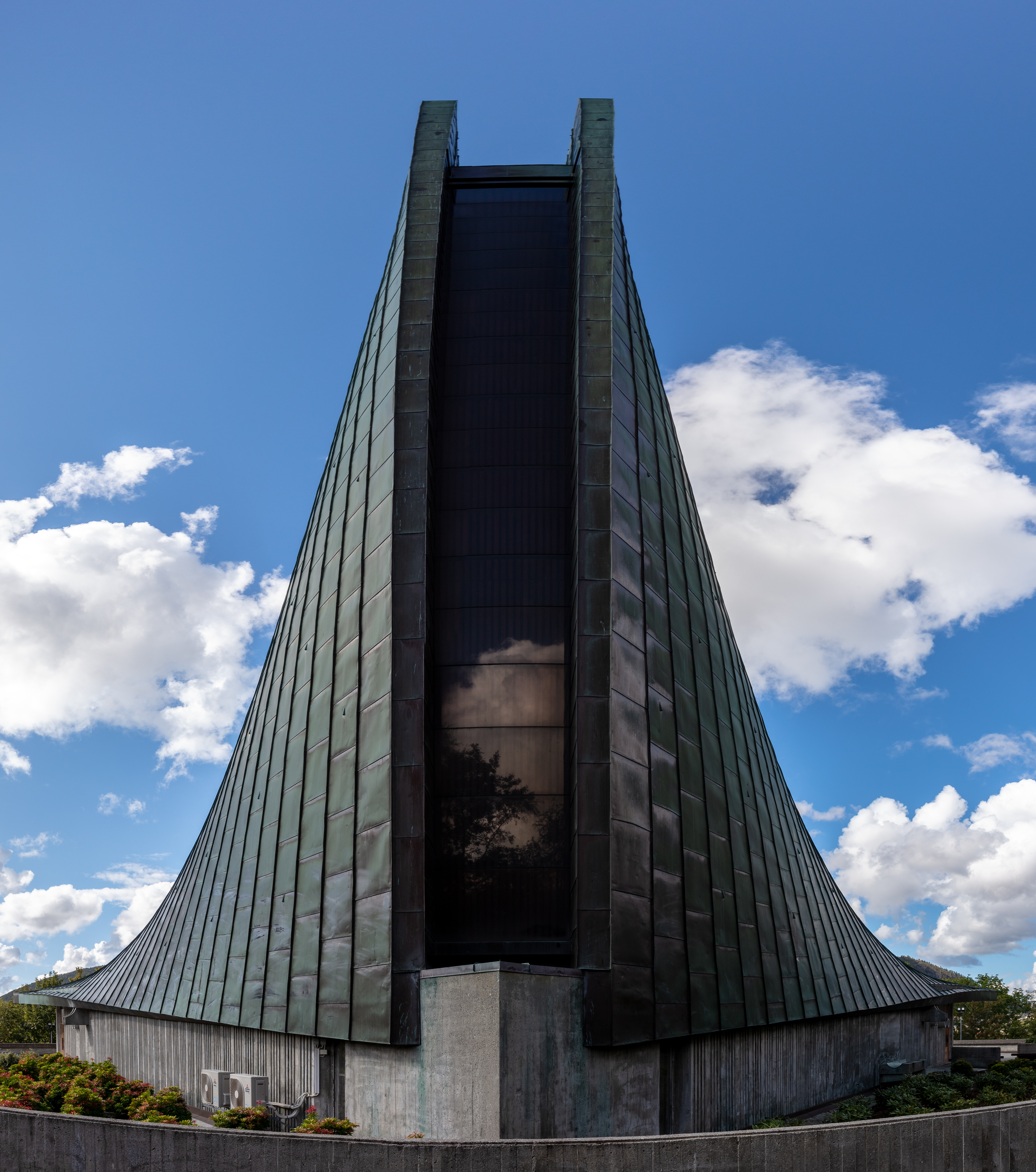
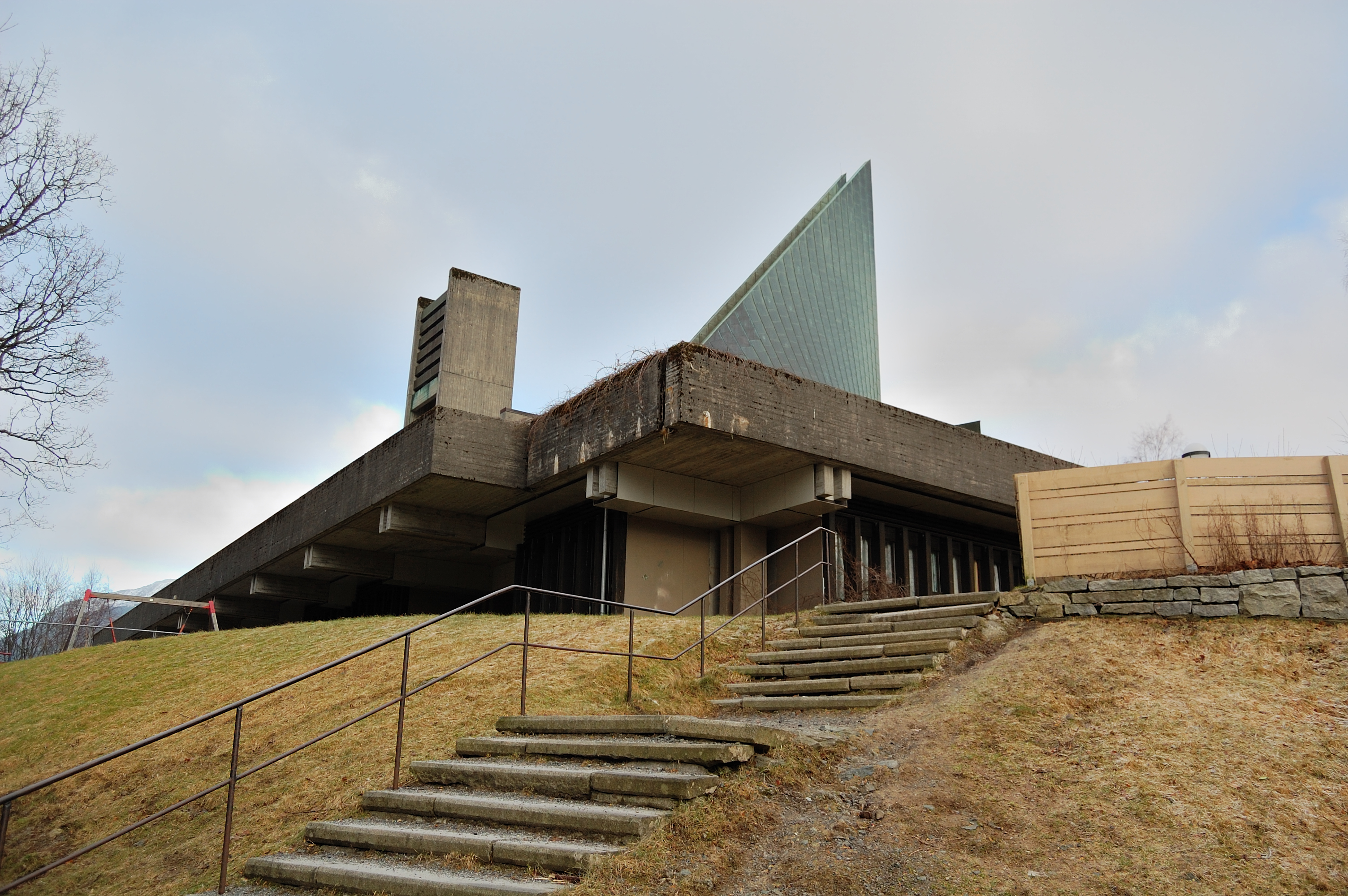
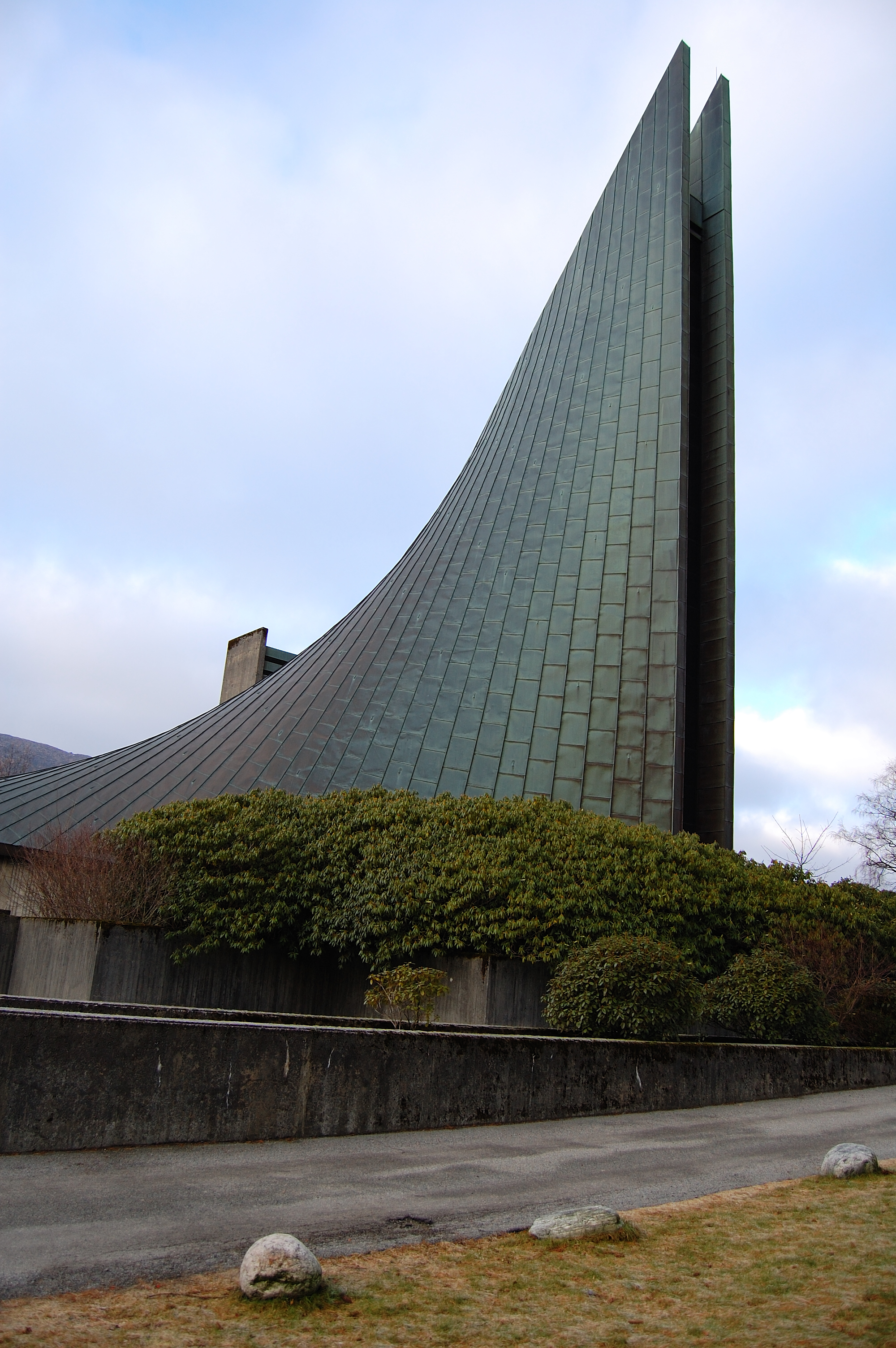